# Zesbandgordeldier
Het zesbandgordeldier (Euphractus sexcinctus) is een zoogdier uit de familie Chlamyphoridae. De wetenschappelijke naam van de soort werd als Dasypus sexcinctus in 1758 gepubliceerd door Carl Linnaeus.

## Verspreiding en leefgebied
Het zesbandgordeldier komt voor in een groot deel van Zuid-Amerika, van Suriname en Brazilië tot Bolivia, Paraguay, Uruguay en het noorden van Argentinië. Het is nog onduidelijk of de soort ook voorkomt in Peru.
De soort komt voor in open gebieden, savannes, primaire en secundaire bossen, cerrados, struwelen en droge wouden. Het zesbandgordeldier kan zich goed aanpassen aan veranderingen van zijn leefgebied en is ook waargenomen op plantages en akkers.

## Video
- Zesbandgordeldier in Nationaal park Pantanal Matogrossense